# Trisephena anomala
Trisephena anomala är en insektsart som beskrevs av Medler 1990. Trisephena anomala ingår i släktet Trisephena och familjen Flatidae. Inga underarter finns listade i Catalogue of Life.